# Duttaphrynus silentvalleyensis
Espèce
Synonymes
- Bufo silentvalleyensis Pillai, 1981

Statut de conservation UICN

 DD  : Données insuffisantes
Duttaphrynus silentvalleyensis  est une espèce d'amphibiens de la famille des Bufonidae.

## Répartition
Cette espèce est endémique du parc national de Silent Valley au Kerala en Inde. Elle se rencontre à environ 800 m d'altitude dans les Ghâts occidentaux.

## Étymologie
Son nom d'espèce, composé de silentvalley et du suffixe latin -ensis, « qui vit dans, qui habite », lui a été donné en référence au lieu de sa découverte.

## Publication originale
- Pillai, 1981 : Two new species of Amphibia from Silent Valley, Kerala. Records of the Zoological Survey of India, vol. 3, p. 153-158.